# 陳憲 (成化進士)
陳憲（1449年—？），字孟章，福建福州府閩縣人，軍籍，明朝政治人物。

## 生平
成化十六年（1480年），福建庚子乡试中舉。成化十七年（1481年），聯捷辛丑科進士，官至礼部主事。

## 家族
曾祖陳子壽；祖父陳善德；父陳通，母王氏。严侍下。